# Batu Sembilan
Batu Sembilan is een bestuurslaag in het regentschap Tanjung Pinang van de provincie Riouwarchipel, Indonesië. Batu Sembilan telt 16.175 inwoners (volkstelling 2010).